# Arachniodes coniifolia
Arachniodes coniifolia là một loài thực vật có mạch trong họ Dryopteridaceae. Loài này được (T. Moore) Ching miêu tả khoa học đầu tiên năm 1962.